# Galactic Civilizations II: Dread Lords
Galactic Civilizations II: Dread Lords (укр. Галактичні цивілізації ІІ: Володарі Жаху, скорочено GalCiv2) — відеогра жанру покрокової глобальної стратегії від Stardock, продовження Galactic Civilizations. Гравець розвиває свою космічну цивілізацію, щоб привести її обраним шляхом до панування в галактиці. Сюжет Galactic Civilizations II продовжує події Galactic Civilizations. Людство продовжує укріплюватися серед древніх галактичних цивілізацій. Тим часом імперія войовничих дренґінів шукає стародавні артефакти, щоб звільнити з ув'язнення Володарів Жаху та з їх допомогою захопити весь космос.

## Ігровий процес

Володіння людей на кордоні з іншими цивілізаціями

### Розвиток цивілізації
Гравець керує розвитком обраної космічної цивілізації, для чого розвідує космос, колонізує планети, вивчає нові технології та налаштовує дипломатичні стосунки з іншими цивілізаціями. На початку обирається розмір галактики, її параметри, такі як кількість планет, після чого визначаються цивілізація, її риси, політичні особливості, портрет представника, складність і швидкість гри. Кожна цивілізація має свої схильності, стартові технології, дизайн, планету-столицю і правителя, що представляє її. Крім великих цивілізацій зустрічаються й малі, нездатні покинути своєї планети. Galactic Civilizations II пропонує налаштовувану гру проти керованих комп'ютером опонентів, сюжетну кампанію і змагання з іншими гравцями.
Дія починається в рідній зоряній системі цивілізації. Галактика представлена прямокутною областю, поділеною на сектори. В кожному секторі є 225 клітинок («парсеків»), і в кожній клітинці може розміщуватися один об'єкт на кшталт зорі, планети, поля астероїдів чи аномалії. Кожного кроку гравець і його опоненти здатні виконати певну кількість дій: перемістити кораблі, замовити будівництво чи вивчення нової технології. Крок рахується за умовний тиждень і багато дії тривають кілька кроків. Досліджуючи космос науковими кораблями, гравець може знайти аномалії, що пришвидшують дослідження чи дають бонуси в якій сфері життя держави. Такі дії як конструювання споруд і кораблів виконуються за валюту, вимірювану в мільярдах кредитів (bc). Гравець може миттєво купити замовлення за велику суму, або пришвидшити його виконання за меншу.
Біля зірок можуть обертатися до 5-и планет, придатність яких до життя оцінюється за балами від 0 до 26. Поверхня планет поділена на клітинки, деякі з котрих (залежно від умов і життєпридатності) можливо забудувати. Різні споруди надають різні бонуси. Так, космічний порт дозволяє будувати на планеті космічні кораблі, а дослідницький центр пришвидшує дослідження нових технологій. Що більше населення планети, тим більш продуктивна діяльність споруд на ній. В окремому меню вказується куди спрямовувати потужності: на армію, виробництво чи дослідження. Гравець вільний встановлювати рівень податків: більші податки підвищують прибутки, але зменшують підтримку населення. Планети з низькою підтримкою починають бунтувати, накладаючи цивілізації штрафи, або взагалі переходять під контроль іншої цивілізації. Аби населення зростало, воно мусить споживати їжу, яка вимірюється в мегатонах. 1 мегатона підтримує життя 1 млн осіб. Також планети дають очки впливу, який вираховується на основі кількості населення, бонусів цивілізації та наявності споруд того спрямування, в якому цивілізація володіє перевагами. Вплив потім витрачається на дипломатичні дії, такі як укладення торгових договорів чи взяття планети під свій контроль. Вплив визначає активність туризму, що приносить додаткові кредити.
Періодично трапляються події, в яких гравцеві пропонується вибір: «добрий» (переважно дає вигоду в обмін на щось), «нейтральний» (переважно дає невелику вигоду), або «злий» (дає велику вигоду, але псує стосунки з сусідами). З часом стає можливо обирати етику цивілізації. Зайнявши «добру», «нейтральну» чи «злу» позицію, цивілізація отримує бонуси в різних сферах життя. Від параметра удачі цивілізації залежить як часто вона робитиме цікаві знахідки.
Космічні кораблі поділяються на дослідницькі, будівельні, колонізаційні та військові. Кораблі можливо об'єднувати у флоти і модернізовувати. Навколо аномалій будуються дослідницькі станції, а у відкритому космосі можливо створити зоряні бази різного спрямування. Залежно від типу ресурсу, який добуває станція чи генерує база, цивілізація отримує невеликий бонус до сили, досліджень, схвалення, впливу чи економіки. Крім того зоряні бази можуть мати торгові пости, озброєння.
Коли корабель опиняється в бою, він і противник умовно одночасно вистрілюють всією зброєю, котру мають на борту. Результат бою залежить від типу й сили зброї, та міцності і рівня щитів кораблів. Поза боєм міцність кораблів і цілісність щитів поступово відновлюється. Здобуваючи перемоги, вони отримують досвід і збільшують свої бойові параметри. В спеціальному редакторі змінюються оснащення і дизайн кораблів. Якщо корабель оснащений транспортним модулем, він може перевозити війська для вторгнення на планети. Нападники здатні обирати з-поміж кількох тактик. Успіх вторгнення залежить від складу військ, тактики і наявності на планеті оборони.
Всі цивілізації періодично радяться і голосують за різні рішення. Вага голосу гравця залежить від впливу його цивілізації. Деякі рішення, такі як передача іншим цивілізаціям нових технологій, можуть суттєво впливати на галактичну політику.
Перемога досягається кількома шляхами: завоюванням (захопити всі планети інших цивілізацій), дипломатією (сформувати альянс з усіма великими цивілізаціями), впливом (заволодіти понад чвертю галактики мирним шляхом), технологіями (досягнути безсмертя).

### Галактичні цивілізації
- Терранський альянс (англ. The Terran Alliance) — люди з Землі, цивілізація, що має на старті обмаль технологій, але сильна в дипломатії та здатна однаково легко розвиватися в будь-якому напрямі. Не має наперед інформації про розташування планет, тільки зірок, але порівняно швидкі кораблі.
- Дренґінська імперія (англ. The Drengin Empire) — мавпоподібна войовнича цивілізація, що прагне підкорювати інші. Має на старті обмаль технологій, але великі бонуси у військовій сфері.
- Алтаріанський опір (англ. The Altarian Resistance) — релігійна цивілізація, фізіологічно ідентична людям. Має на старті обмаль технологій і слабку зброю, але великий потенціал до розвитку науки і виявлення аномалій.
- Аркеанська імперія (англ. The Arcean Empire) — нейтральні до більшості цивілізацій мілітаристи, давні противники дренґінів, що поєднують риси гуманоїдів і комах. Має на старті обмаль технологій, але великі бонуси у військовій сфері. Проте її кораблі повільні, що зокрема ускладнює колонізацію.
- Торіанська конфедерація (англ. The Torian Confederation) — колишні раби дренґінів, подібні на амфібій. Має на старті багато технологій і швидко збільшує населення, проте подальший розвиток науки повільний. Натомість володіють потужною економікою.
- Колектив Йор (англ. The Yor Collective) — штучні подібні на гуманоїдних роботів істоти, створені іконіанами, що повстали проти них і прагнуть знищити все органічне життя. Мають на старті багато технологій, володіють швидкими кораблями та винятково лояльним населенням. Слабкі в економіці та дипломатії.
- Домінон Коркс (англ. The Dominion of the Korx) — цивілізація гуманоїдних торговців. Мають на старті небагато технологій, але потужну економіку. Здатні зберігати свої торгові шляхи від переривання.
- Легіон Драт (англ. The Drath Legion) — людиноподібні рептилії-втікачі з рідної планети алтаріанів. Мають на старті багато технологій і схильні до дипломатії. Отримують додаткові кошти при війні за вивчення відповідної технології.
- Талани (англ. The Thalan) — комахоподібні прибульці з інших вимірів, які прагнуть зупинити шкідливе, на їх погляд, втручання людей в життя галактики. Володіють слабкою економікою і дорогими спорудами, проте лояльним і швидко зростаючим населенням.
- Іконіанський притулок (англ. The Iconian Refuge) — гуманоїди-втікачі з рідної планети, захопленої Колективом Йор. Мають на старті багато технологій, володіють швидким кораблями і бонусами в науці. Економіка на початку слабка, але за дослідження відповідних технологій набуває значних бонусів[4].

## Фабула
Десятки тисяч років тому галактикою правили високорозвинені Предтечі, поділені на дві протиборчі сторони: Арнор і Володарів Жаху. Арнор прагнули розвивати молодші цивілізації, тоді як Володарі Жаху — знищити. У війні двох фракцій Володарі Жаху перемогли, але останні з арнорів замкнули їх у штучному всесвіті. Молодші цивілізації продовжили розвиватися і опанували міжзоряні подорожі крізь Брами Предтеч. Їхнє поширення довго було обмежене, позаяк аби дістатися в нове місце, туди слід було спершу відправити Браму, політ якої міг тривати тисячі років.
У 2117 році зонд цивілізації аркеанів з кресленнями Брами прибув до Землі. Натомість люди встановили, що цю технологію за великих обсягів енергії, які давав термоядерний синтез, можливо використати для створення гіпердвигуна. Такий двигун дозволив вільно літати космосом з надсвітловою швидкістю. Крім того виявилося, що тільки земляни володіють силовими щитами. Люди поділилися технологіями з іншими цивілізаціями, що різко змінило їх політику. Тисячолітня стабільність галактичних цивілізацій порушилася, спонукаючи їх до боротьби за панування.

## Кампанія
Кампанія під назвою «Володарі Жаху» присвячена Терранському альянсу. Її структура в багатьох випадках передбачає продовження сюжету, якщо поточна місія програна.
На планеті Епсилон 3 виявлено руїни Предтеч. Загадкова особа повідомляє людям, що дренґіни одержимі пошуками технологій зниклих цивілізацій. При допомозі алтаріанів Терранський альянс розшукує три планети, на яких сховано технології Предтеч. Якщо завдання вдається виконати, на планеті Іксит розшукують руїни, але дренґіни вже забрали звідти могутній артефакт. Альянс займає і утримує планету, щоб з'ясувати куди вирушили викрадачі. В разі поразки люди вирушають заручаються підтримкою іконіанів.
Викрадений артефакт може бути використаний лише в храмі на планеті Каріон. Альянс при підтримці алтаріанів використовує новітні кораблі, оснащені силовими щитами, щоб захопити Каріон і заволодіти артефактом. В разі якщо Іксит не було втримано, дренґіни нападають на систему Альфи Центавра, де розробляють щити і люди повинні стримувати вторгнення, поки не буде завершено нові кораблі.
Вдається з'ясувати розташування місця, де Володарів Жаху було загнано в штучний всесвіт. Дренґіни випускають Володарів Жаху, котрі володіють невеликим, зате надзвичайно потужним флотом. За це Володарі Жаху допомагають винищувати та підкорювати молодші цивілізації. Торіани обіцяють допомогти Терранському альянсу, якщо той врятує їхнього лідера з планети Тайніат. В разі успіху вторгнення Володарів Жаху все ж не вдається зупинити, проте розвідка доповідає про базу Володарів Жаху на планеті Тет, на яку розпочинається атака людей, аркеанів, алатріанів і торіанів. Якщо Тайніат не було захоплено, людям доводиться переконувати торіанів у своїх добрих намірах торгівлею і дипломатією.
Заволодівши технологією прискорювачів маси, Терранський альянс намагається заручитися підтримкою таланів, уникаючи Йор і Домініону Коркс. Якщо Тет не було захоплено і прискорювачі маси не отримано, люди допомагають іконіанам і викрадають у Колективу Йор технологію ракет з мініатюрними гіпердвигунами.
Люди, аркеани, алатаріани, іконіани й торіани спільно виступають проти Володарів Жаху. Йор і дренґіни виступають на боці прибульців, але Володарі Жаху ще не володіють інфраструктурою на планетах, щоб поповнювати втрати. Тож перемога бачиться у об'єднаній швидкій атаці. Більшість флоту Володарів Жаху вдається знищити, але дренґіни з Колективом Йор готують контрудар. Під ударом опиняється столиця аркеанів і Терранський альянс вирушає їм на допомогу.
Дренґінів не вдається зупинити, вони прямують до Землі. Знову з'являється загадковий гість і розповідає про Пристрій Спасіння, який може врятувати планету. Його сховано на планеті Харон, оточеній мандрівними флотами Дренґінської імперії, Колективу Йор, Домініону Коркс і Легіону Драт. Якщо артефакт вдається добути, аркенів до того часу переможено, а алтаріани в облозі. Дренґіни знищують колонії на Марсі та Місяці і Земля лишається останнім оплотом людства. Флот Терранського альянсу здійснює ривок до планет Утан, щоб встигнути доставити Пристрій Спасіння додому. Якщо артефакт не було взято в ході захоплення Харона, його викрадає група диверсантів. Космічний флот повинен довезти артефакт інших шляхом.
Пристрій Спасіння огортає Землю непробивним силовим щитом. Загадкова особа закликає людей послати флот у штучний всесвіт Володарів Жаху та захопити їхні технології. Це повинно почати Хрестовий похід людства галактикою та звільнити її від гніту дренґінів. Однак посол таланів застерігає не вірити прибульцеві. Він розповідає, що талани прибули в галактику саме для того, щоб відвернути Хрестовий похід, який загрожує знищити весь Всесвіт. Альянс вирішує не миритися з вічним ув'язненням на Землі та посилає вцілілі кораблі до планети Каріон знову, щоб активувати пристрій, який перенесе його у штучний всесвіт.

## Доповнення
Galactic Civilizations II: Dark Avatar — видане в лютому 2007 року. Додає дві нові цивілізації — Клан Корат (частина Дренґінської імперії) та Кріннський консулат. Перша, крім базових особливостей дренґінів, має сильний флот і здатна колонізувати токсичні планети. Друга володіє сильним впливом і винятково лояльним населенням. На астероїдах стало можливо добувати ресурси, додалися можливості шпигунства й саботажу, глобальні події на кшталт епідемій чи вторгнення Володарів Жаху, додаткові дизайни і частини кораблів. Цивілізації отримали нові стартові риси.
Сюжетні події доповнення присвячені завоюванням дренґінів і зображені в кампанії «Темний аватар». Їхня імперія підкорила всі цивілізації, крім людей, котрі відступили до Землі та зайняли глуху оборону під силовим щитом Предтеч. Клан Корат вирізняється особливою жорстокістю, винищує всіх переможених ворогів і володіє таємничою силою, що загрожує самій імперії. Гравець виступає в ролі Темного аватара, покликаного з'ясувати таємницю Клану Корат і перемогти його. Між кланами імперії починається ворожнеча, тим часом з'являються релігійні крінни з наміром навернути населення галактики в свою віру.
Galactic Civilizations II: Twilight of the Arnor — видане в квітні 2008. Додає новий тип кораблів — надвеликі «Зорі жаху», здатні знищувати планети, унікальні для кожної цивілізації технології, типи кораблів. Було додано редактор сценаріїв, технологій і вдосконалень. Змінився екран вторгнення на планети. Додався п'ятий тип перемоги — Вознесіння, що вимагає заволодіти всіма артефактами, званими «Уламками Вознесіння».
Кампанія «Сутінки Арнору» пропонує продовження історії «Темного аватара». Дренґінська імперія воює з Кланом Корат, не підозрюючи, що обома сторонами маніпулюють Володарі Жаху, котрі прагнуть знову правити галактикою. Тим часом людська експедиція Першого флоту виявляє останнього з арнорів на ім'я Тандіс. Людям належить при допомозі іконіанів відшукати кристали Предтеч, щоб створити засіб для звільнення галактики.